# フィラー (言語学)
フィラー（英語: filler, filled pause, hesitation marker, planner, crutches）は、言語学で会話の参加者が思考を一時停止しているが話し終えていないことを示すために使用する音または語である。フィラーは慣用句のカテゴリに分類され、言語が異なれば特徴的なフィラーの音も異なる。フィラーという用語は別に、wh移動構造の統語論的説明でも使われている（下記参照）。

## 用法
すべての会話には話者交替が含まれる。つまり、誰かが話したいときに一時停止を聞いたら、いつでもそうする。一時停止は通常、誰かの順番が終了したことを示すために使われる。これは、誰かが思考を終了していないが、思考を形成するために一時停止したときに混乱を引き起こす可能性がある。この混乱を防ぐために、um、er、uhなどのフィラー語を使う。フィラー語の使用は、他の人が話す代わりに聞き続ける必要があることを示す。
フィラー語には通常、語彙の内容がほとんどまたはまったく含まれていないが、代わりに、話者が言ったことをどのように解釈すべきかについての手がかりを聞き手に提供する。人々が実際に使用する単語は変わる可能性があるが（likeの使用が増えるなど）、人々がそれらを使用する意味と理由は変わらない。

## 英語の例
アメリカ英語では、最も一般的なフィラー音はahまたはuh/ʌ/およびum/ʌm/（イギリス英語ではer/ɜː/およびerm/ɜːm/）である。若い話者の間では、フィラーは"like","you know", "I mean", "okay", "so", "actually", "basically", and "right?"より普及しているものの1つである。クリストファー・ヒッチンスは、談話標識または発声された一時停止としての「like」という語の使用を、「アメリカの若者の話し方のカリフォルニア化」の特に顕著な例で、さらに最近ではマスメディア経由で他の英語の方言全体に広がったと説明している。

## 他の言語での例

### 中国語におけるフィラー
典型的な指示詞型フィラーである那个、这个は、本来指示詞（あの、この）として用いられるが、話し言葉においてフィラーとして頻繁に使われる。
指示詞型フィラーの場合、本来の指示詞としての実質的意味を失った指示語がフィラーとして用いられる、つまり指示詞がフィラーとして使われる場合、単語の変形はない。

しかし疑問詞型フィラーの場合、疑問詞がそのままフィラーとして用いられるのではなく、ほかの語との組み合わせが行われる。什么、怎么は、本来疑問詞（どのような、どのように）として用いられるが、指示詞・語気助詞とそれぞれ組み合わせることにより、ひとつのフィラーとして一定の機能を果たす。（疑問詞型フィラーと指示詞・語気助詞の組み合わせについては以下を参照。）
疑問詞型フィラーは表し方によって「什么」型と「怎么」型に大別され る。「什么」型は指示詞「那」「那个」、語気助詞「来着」と不定の事物を さす「什么」を組み合わせるパターンで、それぞれは「那什么」「那个什 么」「什么来着」などになる。

(楊洲.中国語の疑問詞型フィラーの機能と使用実態.人文研究,2022,205,p.109-145.(online),https://cir.nii.ac.jp/crid/1050573407726437760,(参照 2024-11-02)

## 構文では
言語学の用語「フィラー」には、統語論の用語と別の無関係な使用法がある。これは、wh移動構造の「ギャップ」を埋める事前配置された要素を指す。wh移動は、長距離または無制限の「フィラー・ギャップ依存関係」を生成すると言われている。次の例では、他動詞sawに関連する目的語のギャップがあり、フィラーは、how many angelsという句である。I don't care [how many angels] she told you she saw.（彼女が見たと言ったの[天使の数]は関係ない）